# Valdemar Carabina
Valdemar Carabina, właśc. Valdemar dos Santos Figueira (ur. 28 stycznia 1932 w São Paulo  – zm. 21 sierpnia 2010 w Salvadorze) − piłkarz brazylijski, występujący na pozycji środkowego obrońcy.

## Kariera klubowa
Karierę piłkarską Valdemar Carabina rozpoczął w Ypirandze São Paulo w 1952 roku. W latach 1965–1969 grał w SE Palmeiras. Z Palmeiras trzykrotnie zdobył mistrzostwo stanu São Paulo – Campeonato Paulista w 1959, 1963, 1966, Taça Brasil 1960 oraz Torneio Rio - São Paulo w 1965 roku. W barwach Verdão Valdemar wystąpił 584 razy i strzelił 9 bramek.

## Kariera reprezentacyjna
W reprezentacji Brazylii Valdemar Carabina zadebiutował 29 czerwca 1961 w wygranym 3-2 towarzyskim meczu z reprezentacją Paragwaju. Był to jedyny jego występ w reprezentacji. Drugi i ostatni raz w reprezentacji wystąpił 7 września 1965 w wygranym 3-0 towarzyskim meczu z reprezentacją Urugwaju.